# Chrysobotys cambogialis
Chrysobotys cambogialis är en fjärilsart som beskrevs av Achille Guenée 1854. Chrysobotys cambogialis ingår i släktet Chrysobotys och familjen Crambidae. Inga underarter finns listade i Catalogue of Life.